# María Filiberta de Saboya-Carignano
María Filiberta de Saboya-Cariñano (Boulogne-sur-mer, 29 de septiembre de 1814-Nápoles, 2 de enero de 1874) fue una princesa italiana del siglo XIX.

## Biografía
Fue hija del príncipe José de Saboya-Cariñano, conde de Villafranca (miembro de la casa de Saboya-Cariñano, secundogénita de los Saboya reinantes en Cerdeña); y su esposa la noble francesa, Pauline-Bénédicte de Quélen de Vauguyon. Filiberta tuvo dos hermanos:
- María Gabriela (1811-1837), casada en 1827 con el príncipe Victor-Emmanuel-Camillo Massimo, que en 1840 sería II príncipe de Arsoli.
- Eugenio Manuel (1816-1888) casado morganáticamente con Felicita Crosio.

Durante la infancia de Filiberta y sus hermanos la familia viviría en París. No sería hasta 1825 cuando Filiberta y su hermana fueron enviadas a estudiar a Chambery en los estados del rey Carlos Félix de Cerdeña, primo de su padre. Por su parte, su hermano fue enviado al Collegio del Carmine, regido por la Compañía de Jesús en Turín. Filiberta y sus hermanos quedarían huérfanos de padre el 16 de octubre de 1825 cuando este falleció repentinamente en París.
La muerte de Carlos Félix de Cerdeña en abril de 1831, hizo que subiera al trono Carlos Alberto, hasta entonces príncipe de Cariñano, que era pariente más cercano de su padre. Este reinado sería más favorable a Eugenio y sus hermanos, que entonces eran conocidos como Saboya-Villafranca.
El matrimonio de sus padres fue considerado morganático, por lo que no sería hasta el 28 de abril de 1834 cuando Filiberta y su hermano (su hermana María Gabriela ya estaba casada) fueron reconocidos por el rey Carlos Alberto de Cerdeña como príncipes de sangre con el tratamiento de Alteza Serenísima. El monarca que, hasta su acceso al trono había sido príncipe de Cariñano (título que llevaba el cabeza de la homónima rama secundogénita de la Casa de Saboya), concedió este título al hermano de Filiberta. Por entonces, Filiberta contaba con una dama a su servicio, la marquesa Paolina Pallavicini di Priola, nacida Ceva di Pamparato.
En 1837, se concertó su matrimonio con el príncipe Leopoldo de las Dos-Sicilias, conde de Siracusa y por entonces lugarteniente general de Sicilia en nombre de su hermano Fernando II. El matrimonio se celebró el 1 de junio de 1837 en la capilla de la Sábana Santa de Turín. Posteriormente, Filiberta viajó a Nápoles donde conocería a su ya marido. María Filiberta y Leopoldo solo tendrían una hija nacida el y que moriría al día siguiente de nacer. María Filiberta atribuía esta muerte al agnosticismo de su marido.
Desde este episodio, vivió separada de su marido en el palacio propiedad de este último en la napolitana Rivera de Chiaia, el hoy conocido como Palazzo Caravita di Sirignano. En años posteriores María Victoria llevó una vida retirada, casi como una religiosa. Durante un tiempo fue su confesor el jesuita italiano Giovanni Antonio Grassi.
Su marido murió en 1860 en Pisa, exiliado voluntariamente del reino de las Dos Sicilias por sus posiciones favorables a la unión de los estados italianos.
Murió en Nápoles el 2 de enero de 1874, siendo enterrada en la capilla de los Borbones de la Basílica de Santa Clara, lugar tradicional de enterramiento de la Familia Real de las Dos-Sicilias. 

## Títulos
| ● 29 de septiembre de 1814-28 de abril de 1834: | Filiberta de Saboya                                                            |
| ● 28 de abril de 1834-1 de junio de 1837:       | Su Alteza Serenísima la princesa Filiberta de Saboya-Cariñano                  |
| ● 1 de junio de 1837-2 de enero de 1874:        | Su Alteza Real la princesa Filiberta de las Dos-Sicilias, condesa de Siracusa. |